# Michele IV il Paflagone
Michele IV (in greco: Μιχαήλ Δ΄ Παφλαγών, Mikhaēl IV Paphlagōn; Paflagonia, 1010 – Costantinopoli, 10 dicembre 1041) è stato un imperatore bizantino.
Detto il Paflagone, fu basileus dei romei dall'11 aprile 1034 fino alla sua morte.

## Biografia

### Origini
Nato nel 1010 in una località sconosciuta della Paflagonia, Michele non apparteneva alla nobiltà, ma ad una famiglia di piccoli commercianti; infatti, in gioventù aveva esercitato il mestiere di cambiavalute ed era stato anche accusato di falsificazione di moneta.
La sua vita, del tutto anonima, cambiò quando il fratello maggiore Giovanni, un eunuco, si trasferì a Costantinopoli dove ottenne prima la direzione dell'orfanotrofio e poi, dopo alcuni anni di servizio, l'ammissione alla corte imperiale ed il prestigioso titolo di parakoimomenos e poté invitare i fratelli minori, tra cui Michele, a palazzo.
Giovane e di bell'aspetto, Michele immediatamente catturò l'attenzione della Basilissa Zoe Porfirogenita che si affezionò a Michele al punto da innamorarsi di lui e da nominarlo ciambellano di corte. Informato dalla sorella, l'imperatore Romano III, marito dell'imperatrice Zoe, decise di interrogare Michele ma questi, giurando su alcune reliquie sacre, negò le accuse.
Poi, la mattina dell'11 aprile 1034, Romano III fu trovato morto nei suoi appartamenti; poche ore dopo, Zoe sposò Michele in una cerimonia privata a Palazzo. La dinamica degli eventi generò scandalo e presto iniziarono a circolare voci secondo le quali Romano III era stato assassinato con un veleno per mano della moglie e che Michele, impaziente perché la sostanza tardava a fare effetto, avesse provveduto a strangolare o ad annegare l'imperatore nella vasca da bagno.
Il 12 aprile la coppia convocò a Palazzo il Patriarca Alessio I per officiare l'incoronazione del nuovo imperatore; inizialmente riluttante, il patriarca fu convinto con la concessione di un donativo ed incoronò Michele IV quale Basileus.

### Regno

#### Politica interna
Sebbene Zoe avesse sperato che Michele si dimostrasse un marito più attento a lei di quanto non fosse stato Romano III, le sue speranze andarono deluse. 
Il nuovo imperatore infatti, senza dubbio intelligente e generoso, era privo di cultura e ancor peggio soffriva di epilessia; per questi motivi Michele decise di delegare la gestione degli affari interni, in particolar modo le finanze, al fratello Giovanni che aveva accumulato una discreta esperienza nei suoi incarichi sotto Costantino VIII e Romano III. Quanto a Zoe, l'imperatore decise di confinarla nei suoi appartamenti e di tenerla sotto sorveglianza; peraltro, con il progredire della malattia, le visite di Michele alla moglie si fecero sempre più rare.
L'amministrazione del parakoimomenos Giovanni, sebbene permise un recupero delle entrate fiscali ed un miglioramento delle forze armate, fu nota per la durezza: gli sgravi fiscali di Romano III furono cancellati, furono aumentate le imposte fondiarie ed i dazi doganali, irrigiditi i monopoli pubblici, ridotte le spese destinate ai lavori pubblici ed aumentate quelle destinate alle forze armate; particolarmente criticata fu l'introduzione dell'Aerikon che generò un forte malcontento in Bulgaria e ad Antiochia e portò anche alla nascita di alcune congiure volte ad eliminare tanto Giovanni quanto il fratello imperatore. 

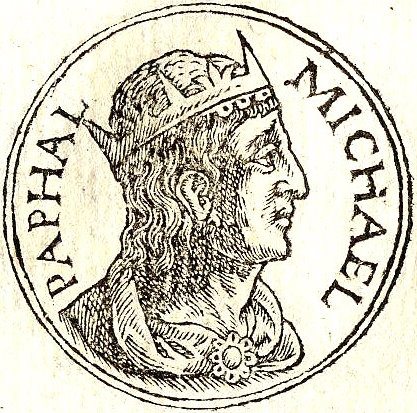
Rappresentazione del XVI secolo di Michele IV.

L'inverno particolarmente rigido del 1035, cui seguì una carestia e un'invasione di locuste, aggravò lo scontento poiché aumentò il prezzo dei generi alimentari ed infatti quando il Basileus tentò di reprimere gli scontri urbani che si erano svolti ad Aleppo, la popolazione cacciò il governatore.
Lo scontento popolare indebolì non poco il prestigio del governo e questo diede ancor più fiato agli oppositori: nel 1034, Costantino Dalasseno, Duca d'Antiochia, fu arrestato con l'accusa di tradimento; nel 1037 la Basilissa Zoe fu coinvolta in una congiura volta ad assassinare il parakoimomenos Giovanni; nel 1038 scoppiò un ammutinamento in Anatolia che fu soppresso dal fratello dell'imperatore, Costantino; infine, nel 1040, fu scoperta una vasta congiura, capeggiata da Michele Cerulario, il quale, scoperto, fu costretto ad andare in esilio in un monastero, mentre lo stratego di Teodosiopoli si ribellò e pose sotto assedio la città di Tessalonica.

#### Politica estera
Per quanto concerne la politica estera e le questioni militari, il regno di Michele fu piuttosto turbolento, specie all'inizio. Gli Arabi, infatti, saccheggiarono Mira, i Serbi si liberarono dal vassallaggio bizantino, i Peceneghi saccheggiarono ripetutamente i Balcani fino alle porte di Tessalonica.
Negli anni seguenti, la situazione migliorò: l'aumento delle capacità militari della flotta permise di tenere sotto controllo la pirateria, in Armenia l'esercito bizantino conquistò l'importante piazzaforte musulmana di Berkri sul Lago Van mentre la città siriana di Edessa, dopo un lungo assedio, fu liberata dai rinforzi imperiali.
Nel 1038 Michele affidò al generale Giorgio Maniace il compito di condurre una campagna contro gli Arabi in Sicilia. Al proprio generale Michele garantì un numeroso esercito, principalmente composto da mercenari variaghi e longobardi, più un piccolo distaccamento di trecento normanni comandati da Guglielmo Braccio di Ferro, mandati dal principe longobardo Guaimario IV di Salerno, anch'egli avversario degli Arabi.
Agli inizi, prevalsero le truppe bizantine le quali, dopo aver conquistato Messina e Siracusa erano riuscite a sconfiggere quelle saracene in tutti gli scontri campali; poi, però, la situazione si capovolse poiché l'esercito imperiale rimase privo di rifornimenti a causa delle sconfitte subite dalla flotta, guidata dal cognato dell'imperatore, Stefano Calafato. 

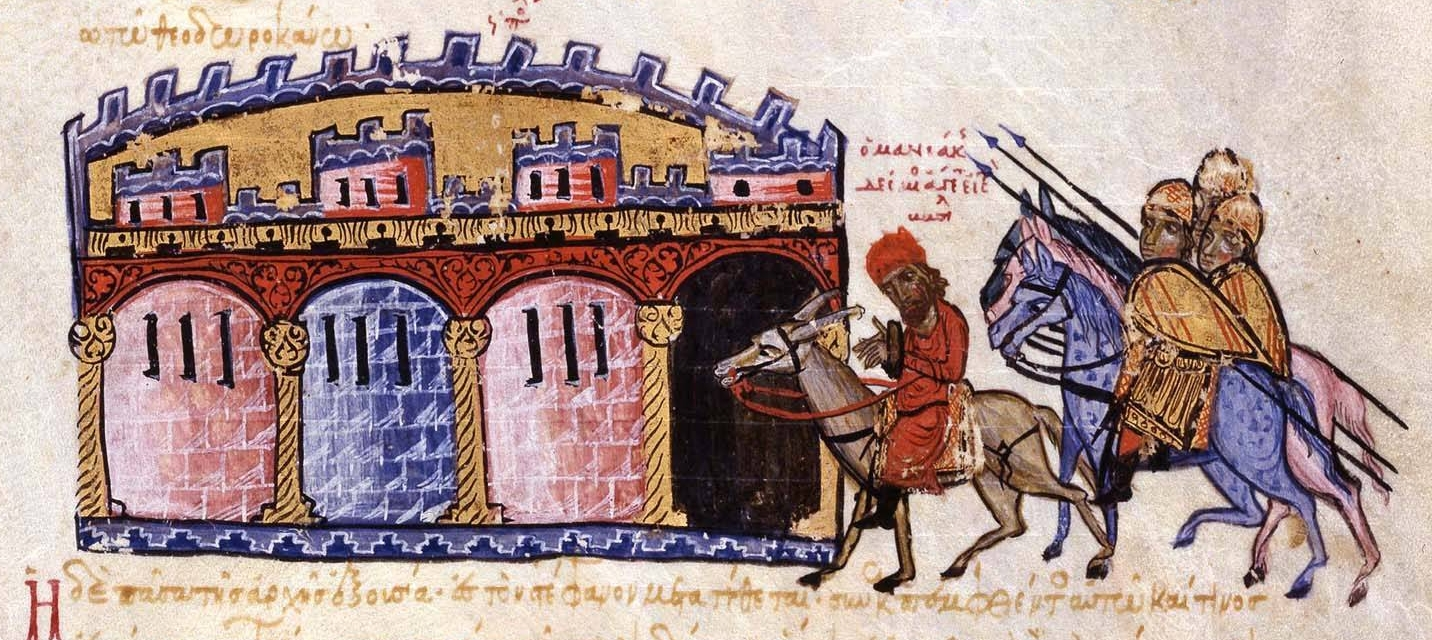
Giorgio Maniace è condotto prigioniero a Costantinopoli.

Con poco denaro e scarse vettovaglie, il morale crollò: i normanni, insoddisfatti della paga, convinsero i variaghi, che la paga era troppo bassa, e così nell'esercito bizantino scoppiò una ribellione, che costrinse Maniace e le truppe rimastegli fedeli a riparare in Puglia. La controffensiva fu impossibile poiché a corte giunsero notizie circa una presunta congiura, questa volta capeggiata da Maniace stesso, e l'imperatore decise di rimuoverlo dal comando e di incarcerarlo.
Negli anni seguenti, la situazione dell'Italia meridionale peggiorò; infatti, i mercenari normanni attaccarono i domini bizantini in Italia mentre diverse signorie locali dichiararono la loro completa indipendenza, con il risultato di lasciare all'Impero la sola parte meridionale della Puglia.

#### La rivolta bulgara del 1040
Il regno di Michele IV fu caratterizzato anche dall'indebolimento del dominio bizantino sui Balcani. Infatti, nel 1040, in parte a causa della scarsità dei viveri, in parte per l'aumento della pressione fiscale (in particolare il passaggio dall'imposta in natura a quella in danaro) scoppiò un pericoloso moto separatista che interessò sia la Serbia sia le regioni dell'antico impero bulgaro, conquistato pochi anni prima da Basilio II.
I rivoltosi, uniti sotto la leadership di Peter Delyan, discendente della famiglia imperiale bulgara, non solo riuscirono a sconfiggere le guarnigioni bizantine ma furono anche in grado di conquistare la strategica piazzaforte di Belgrado ove il medesimo Delyan fu incoronato quale "Imperatore di Bulgaria" nonché l'antica capitale di Skopje.
Agli inizi, l'imperatore affidò la repressione al Duca di Durazzo ma poi, temendo che anch'egli si rivoltasse contro, decise di rimuoverlo; la mossa fu disastrosa in quanto le truppe, in gran parte soldati di leva di origine bulgara, si unirono alla rivolta e costrinsero l'esercito imperiale a ritirarsi a Tessalonica. Delyan, intanto, dopo aver occupato Durazzo ed essersi assicurato la lealtà della popolazione dell'Epiro, sconfisse lo stratego dell'Ellade e conquistò parte della Grecia continentale.
Solo nell'anno seguente la situazione si stabilizzò: l'arrivo di un contingente di oltre 40.000 mercenari variaghi (tra i quali il futuro Harald III di Norvegia) permise all'imperatore di disporre di truppe fresche e di intraprendere la controffensiva; dopo alcuni mesi, l'esercito ribelle si dissolse e l'imperatore poté riconquistare l'intera Bulgaria, mentre la Serbia,  sotto la guida di Stefano Vojislav, divenne un principato indipendente. Dopo la vittoria, l'imperatore tenne un trionfo a Costantinopoli ma ormai apparve evidente che lo stress prolungato della lunga campagna militare lo aveva debilitato irreversibilmente.

### Malattia e morte

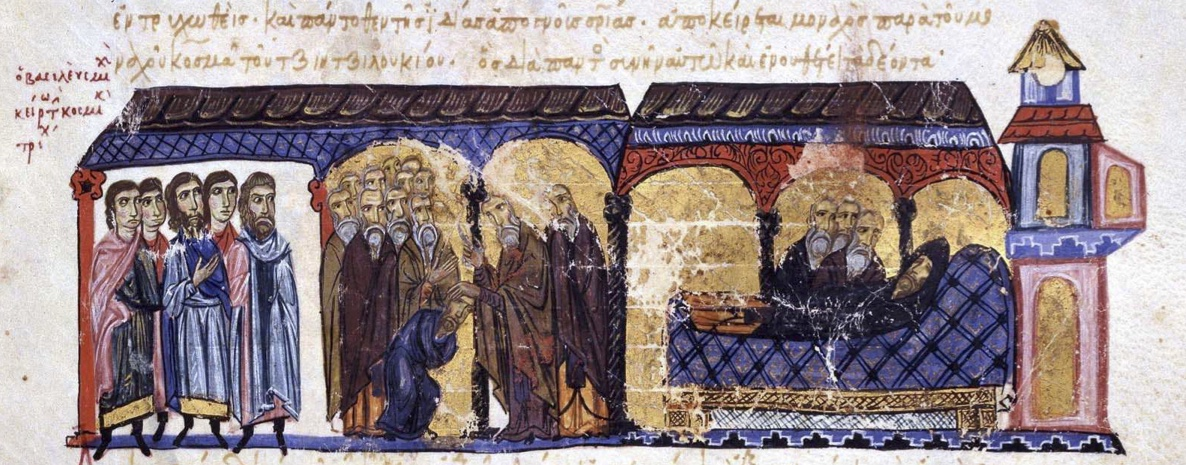
Tonsura e morte di Michele IV, come rappresentata nel manoscritto Scilitze di Madrid

Negli ultimi anni di regno, ormai gravemente indebolito dalla epilessia e dall'idropisia, Michele si dedicò con assiduità alle funzioni religiose, dispose forti contributi alla ricostruzione di diverse chiese e monasteri della capitale e cercò pace nella visita al santuario di San Demetrio a Tessalonica, sperando in una guarigione . Ciò non avvenne e le sue condizioni di salute precipitarono rendendo inevitabile la necessità di disporre la successione.
Il parakoimomenos Giovanni, ormai vero padrone dello Stato, costrinse la Basilissa Zoe ad adottare quale figlio Michele Calafato, figlio di Stefano, marito della sorella dell'imperatore. Ormai in fin di vita, il 10 dicembre 1041, Michele decise di assumere gli ordini sacri e morì poco dopo.